# دونالد براون
دونالد براون (بالإنجليزية: Donald Brown)‏ (و. 1987  م) هو لاعب كرة قدم أمريكية، من الولايات المتحدة، يلعب كراكض للخلف ‏.

## التعليم
تعلم في Red Bank Catholic High School ‏.